# Obóz koncentracyjny Kaech’ŏn
Obóz koncentracyjny Kaech’ŏn (kor. 개천 제1호교화소) – obóz koncentracyjny dla więźniów politycznych znajdujący się w prowincji P’yŏngan Południowy w Korei Północnej, ok. 19 km na północny-zachód od obozu pracy Kaech’ŏn.
Nieznana jest data powstania obozu. Na podstawie zdjęć satelitarnych z lat 60. XX wieku oszacowano, że obóz założono między 15 grudnia 1962 a 24 kwietnia 1966 rokiem. Według niektórych relacji obiekt ten jest najstarszym obozem tego typu w Korei Północnej. Na przestrzeni lat obóz był rozbudowywany.
Liczba więźniów waha się od 2 do 6 tysięcy.
Na podstawie zdjęć satelitarnych i relacji więźniów ustalono, że więźniowie są zmuszani do pracy w rolnictwie, hodowli, kopalniach węgla oraz przy produkcji butów i wyrobów z drewna. Skazane kobiety są przydzielane do pracy w rolnictwie i hodowli, mężczyźni pracują w pobliskiej kopalni węgla lub w zakładach przemysłowych.
Według raportów codziennie dwóch-trzech więźniów umiera na skutek niedożywienia i gruźlicy. Dane te nie zostały dostatecznie zweryfikowane.
W pobliżu obozu znajduje się co najmniej siedem miejsc pochówku. Związek między nimi a obozem nie został ustalony. Według relacji byłego więźnia zmarli więźniowie są chowani w pobliskich sadach.
Jedną z więźniarek obozu koncentracyjnego Kaech’ŏn była Ji Hae-nam. Trafiła ona do obozu za śpiewanie południowokoreańskiej piosenki pop. Karę odbywała w latach 1993–1995, została zwolniona przed czasem na mocy amnestii z okazji 50. rocznicy wyzwolenia Korei z japońskiej okupacji. Według jej relacji, w połowie lat 90. w obozie przebywało około tysiąca więźniów, którzy pracowali przy produkcji ubrań i wyrobów skórzanych. Niewielka liczba więźniów spowodowana była przeniesieniem setek więźniarek do innego obozu tuż przed przybyciem Ji. Wśród więźniów były zarówno osoby skazane za przestępstwa polityczne jak i kryminalne. Powszechne było bicie więźniów przez strażników lub kobiety przydzielone do pilnowania współwięźniarek. Racja żywnościowa składała się z porcji kukurydzy i zupy z liści kapusty. Zdaniem Ji 70% więźniów cierpiało na niedożywienie. W przeciągu dwóch lat co piąty więzień miał umrzeć z głodu lub w wyniku chorób wywołanych przez niedożywienie. Za złamanie przepisów więźniowie otrzymywali mniejsze racje żywnościowe lub byli zamykani w niewielkich celach, gdzie nie byli w stanie położyć się lub wstać. Praca trwała dziesięć godzin, po niej więźniowie poddawali się publicznej samokrytyce oraz krytyce innych współwięźniów. Po wyjściu z obozu Ji uciekła do Chin. Podczas drugiej próby przedostania się do Korei Południowej została zatrzymana przez chińską straż graniczną i odesłana do Korei Północnej, gdzie została aresztowana. Zwolniona pod koniec grudnia 1999 roku kilka tygodni później uciekła ponownie do Chin, gdzie nawiązała kontakt z południowokoreańskim pastorem. Z jego pomocą przedostała się przez Chiny i Wietnam do Korei Południowej, gdzie przedstawiła swoje świadectwo z pobytu w obozie Kaech’ŏn.